# Undine-Award-Verleihung 2005
Die Verleihung des Undine Awards 2005 fand von 29. September bis 1. Oktober im Congress Casino in Baden bei Wien statt. Zu den prominenten Paten, die den Nachwuchsschauspielern die Preise überreichten, gehörten unter anderem Maximilian Schell, Mathieu Carrière und Natalie Alison.

## Nominierungen und Auszeichnungen

### Beste Filmdebütantin
- Miriam Morgenstern – Sommersturm
- Maria Ehrich – Mein Bruder ist ein Hund
- Elisa Becker – Bibi Blocksberg und das Geheimnis der blauen Eulen
- Hannah Tiefengraber – Villa Henriette
- Nadja Vogel – Augenleuchten
- Melanie Winiger – Achtung, fertig, Charlie!

### Bester Filmdebütant
- Florian Bartholomäi – Kombat Sechzehn
- Maximilian Brückner – Männer wie wir
- Dennis Čubić – Antares
- Dominik Leeb – Augenleuchten
- Elias Pressler – Silentium
- Michael Koch – Achtung, fertig, Charlie!

### Beste(r) jugendliche(r) Charakterdarsteller(in)
- Ludwig Blochberger – Der Vater meiner Schwester
- Julia Jentsch – Sophie Scholl – Die letzten Tage / Schneeland
- Alexandra Maria Lara – Cowgirl
- Tom Schilling – Napola – Elite für den Führer
- Josefina Vilsmaier – Bergkristall
- Franziska Weisz – Hotel

### Beste(r) jugendliche(r) Komödiant(in)
- Alexandra Maria Lara – Vom Suchen und Finden der Liebe
- Stefan Lust – Erkan & Stefan in Der Tod kommt krass
- Tino Mewes – Die Nacht der lebenden Loser
- Denis Moschitto – Kebab Connection
- Erkan Mosleitner – Erkan & Stefan in Der Tod kommt krass
- Nora Tschirner – Kebab Connection

### Bester jugendlicher Nebendarsteller in einem Kinospielfilm
- Hauke Diekamp – Antikörper
- Marlon Kittel – Sommersturm
- Kida K. Ramadan – Kebab Connection
- David Rott – Männer wie wir
- Florian Stetter – Sophie Scholl – Die letzten Tage
- Axel Stein – Barfuss

### Beste jugendliche Nebendarstellerin in einem Kinospielfilm
- Alexandra Neldel – Barfuss
- Elea Geissler – Bibi Blocksberg und das Geheimnis der blauen Eulen
- Birgit Minichmayr – Der Untergang
- Maja Schöne – Cowgirl
- Marie-Luise Schramm – Die Bluthochzeit
- Marie Zielcke – Agnes und seine Brüder

### Bester jugendlicher Schauspieler in einem Fernsehfilm
- August Diehl – LiveMovie
- Marlon Kittel – Klassenfahrt – Geknutscht wird immer
- Mirko Lang – Das Blut der Templer
- Matthias Schweighöfer – Schiller
- Leander Lichti – Meine schöne Tochter
- Johannes Zirner – Die Kirschenkönigin

### Beste jugendliche Schauspielerin in einem Fernsehfilm
- Gerti Drassl – Mein Vater, meine Frau und meine Geliebte
- Pauline Knof – Durch Liebe erlöst
- Bernadett Heerwagen – Die Villen der Frau Hürsch
- Lea Kurka – Die Heilerin
- Josefine Preuß – Klassenfahrt – Geknutscht wird immer
- Lale Yavaş – Zeit der Wünsche

### Bester jugendlicher Hauptdarsteller in einem Kinospielfilm
- Maximilian Brückner – Allein
- François Goeske – Bergkristall
- Max Riemelt – Napola – Elite für den Führer
- Robert Stadlober – Sommersturm
- Kostja Ullmann – Sommersturm

### Beste jugendliche Hauptdarstellerin in einem Kinospielfilm
- Hilde Dalik – Küss mich Prinzessin
- Cosma Shiva Hagen – 7 Zwerge – Männer allein im Wald
- Mavie Hörbiger – Blackout Journey
- Diane Kruger – Das Vermächtnis der Tempelritter
- Johanna Wokalek – Barfuss
- Susanne Wüst – Antares

### Bester Jungdarsteller aus nordischen Ländern
- Jan Tore Kristoffers – Bare Skyer Beverger Stjernene
- Tómas Lemarquis – Nói Albínói
- Aksel Leth – Der Fakir
- Thure Linhart – Nordkraft
- Andreas Wilson – Evil

### Beste Jungdarstellerin aus nordischen Ländern
- Alexandra Dahlström – Fröken Sverige
- Elín Hansdóttir – Nói Albínói
- Rebecca Logstrup – Brode
- Livia Milhagen – Miffo
- Julie Zangenberg – Der Fakir
- Linda Zilliacus – Evil

### Publikumspreis
- Tom Schilling – Napola – Elite für den Führer

### Lebenswerk eines Nachwuchsförderers
- Otto Schenk